# San Marcos (Kalifornie)
San Marcos je město v San Diego County, v Kalifornii. V roce 2020 ve městě žilo přibližně 95 tisíc obyvatel. Město na východě sousedí s Escondidem, na jihozápadě s Encinitas, na západě s Carlsbadem a na severozápadě s Vistou. V jihozápadní části města se nachází neregistrovaná komunita Lake San Marcos.